# 1021
1021 (MXXI) je bilo navadno leto, ki se je po julijanskem koledarju začelo na nedeljo.

## Dogodki
- Češki vojvoda Bržetislav I. ugrabi svojo bodočo nevesto iz samostana. Bržetislav je bil edini sin preminulega vojvode Oldržiha Češkega iz nezakonskega razmerja s priležnico. Ker se vsaj formalno ni želel nihče dogovarjati o poroki,  tega leta ugrabi hčer bavarskega vojvode iz samostana.
- Mavrska kraljevina Valencija (Taifa Valencia) se odcepi od Kordobskega kalifata.
- Bizantinsko cesarstvo si pripoji manjšo armensko kraljevino Vaspurakan ob obali jezera Van (danes JV Turčija).
- Južno indijska tamilska kraljevska dinastija Čola pod vodstvom Radžendre I. začne z obsežno invazijo Bengalije, ki jo zavzame.
- Kaifeng, prestolnica dinastije Song, ima preko milijon prebivalcev.
- Lahore postane prestolnica Gaznavidskega imperija.
- Prva pisna omemba Vitebska.

## Rojstva
- 8. december - Wang Anshi, kitajski ekonomist in državnik († 1086)
- Solomon ibn Gabirol, latinizirano Avicebron, španski judovski  pesnik in filozof († 1058)
- Evdokija Makrembolitissa, bizantinska regentka, soproga cesarjev Konstantina X. Dukasa in Romana IV. Diogena († 1096)

## Smrti
- 13. februar - Al-Hakim bi-Amr Alah, fatimidski kalif (* 985)
- as-Sulami, perzijski sufi (* 937)